# Parc Tsarasaotra
Ne doit pas être confondu avec Tsarasaotra.
Le Parc Tsarasaotra est un parc privé ouvert au public, situé au nord de la ville d'Antananarivo, à Madagascar. Il est aussi appelé « Parc des oiseaux ».
Zone humide bénéficiant d'une biodiversité remarquable, il s'agit du premier site Ramsar privé de l'île.
Au sein de ce parc de 27 ha, la zone Ramsar proprement dite s'étend sur 10,4 ha, où se trouvent 14 espèces d'oiseaux d'eau endémiques.
Le parc est ouvert au public, moyennant le paiement d'un ticket d'entrée.